# Плине час
«Плине час»  — студійний альбом українського гурту «Кам'яний Гість», який було видано 20 червня 2020 року.

## Про альбом
"Плине час" - один з найліричніших та найпозитивніших альбомів гурту "Кам'яний Гість".
Платівка містить 8 треків, кожен з яких представляє собою окрему історію. Разом вони утворюють єдину сюжетну лінію з певними етапами розвитку і кульмінацією.
У текстах пісень музиканти піднімають такі важливі теми, як віра та надія, життя та смерть, мир та війна, зустріч та розставання, натхнення та любов. Також в альбомі знайшлося місце для іронії та гумору.
Роботу над платівкою гурт почав ще у 2017 році. Зі слів музикантів: "Відтоді ми активно працювали над створенням якісних аранжувань та пошуком потрібного звуку. Спочатку платівка повинна була називатися "Човен", але коли з'явилася пісня "Плине час", у питанні назви одразу були розставлені всі крапки над "і".
Однією з родзинок альбому є незвичайне використання губної гармоніки, партії якої виконав фронтмен гурту Юрій Верес. В пісні "В моїх снах" гармоніка спочатку співає лірично та фолково, а потім проникливо імітує звучання акордеона.
До останньої хвилини під питанням була участь у записі флейтиста Амадея Ротбарта, але він знайшов можливість і спеціально прилетів з Німеччини для накопичення своїх креативних партій.
Іншою родзинкою стало використання скрипки та віолончелі у пісні "Якщо бачиш", завдячуючи чому композиція набула особливої глибини. Для запису були запрошені чудові музиканти Андрій Ставицький та Арсеній Ставицький.
Також творчо та натхненно підійшли до процесу запису ритм-секції Дмитро Бакрив та Сергій Спатарь, генеруючи безліч дублів та партій.
Над загальним звучанням альбому працювали талановитий музикант та гітарист Віктор Чернецький, а також звукорежисер Сергій Сілаков. У результаті платівка слухається так, як того прагнули учасники групи.
Деякі з пісень, такі як "Там, за горами" та "Пити треба менше", вже присутні в одному з попередніх альбомів, але музиканти вирішили перевидати ці композиції у нових аранжуваннях.

## Композиції
1. Човен
2. Якщо бачиш
3. Там, за горами
4. Хижі люди
5. В моїх снах
6. Плине час
7. Пити треба менше
8. Знову день

## Музиканти гурту та учасники запису
- Юрій Верес – автор пісень, вокал, губна гармоніка, бек-вокал, акустична гітара, дизайн обкладинки;
- Віктор Чернецький – гітара, аранжування, звукорежисура, зведення;
- Сергій Спатарь – ударні;
- Дмитро Бакрив – бас-гітара, бек-вокал;
- Сергій Робулець (Амадей Ротбарт) – флейта;
- Андрій Ставицький – скрипка;
- Арсеній Ставицький – віолончель;
- Сергій Сілаков - мастеринг, звукорежисура, зведення;

Аранжування – «Кам'яний Гість».

## Спеціальні подяки
Андрію Куликову, Тарасу Болгаку, Армену Григоряну, Олександру Хоменку, Марії Ніколаєвій, Руслану Абсурдову, Дмитру Ремішу.